# Solomon Andrews

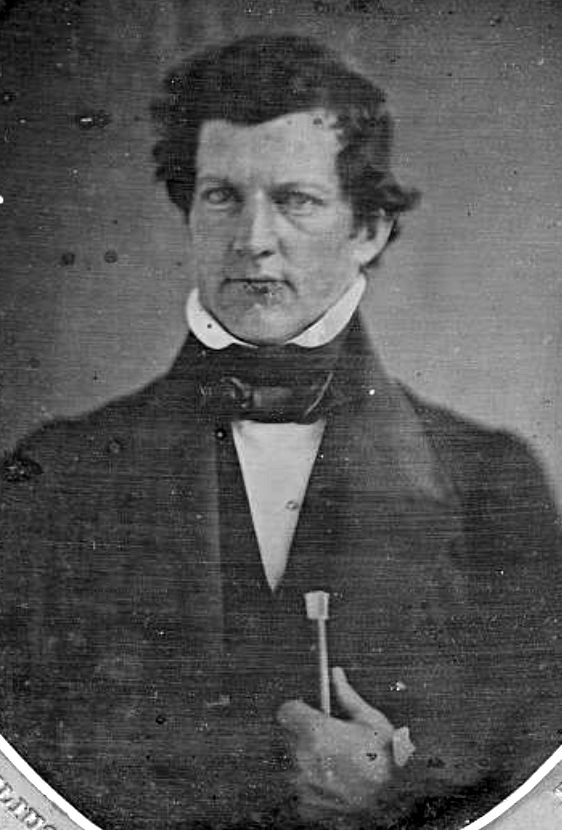
Prefeito de Perth Amboy, Nova Jersey

Solomon Andrews (15 de fevereiro de 1806 - 17 de outubro de 1872) foi um médico, aviador e inventor de dirigíveis. 

## Carreira
Andrews inventou um dirigível chamado Aereon que recebeu algum aviso na década de 1860. Ele alegou navegar como se fosse um veleiro.:20 Menciona-se o movimento do piloto e passageiro para frente e para trás na cesta para controle de atitude.:23 Ele era médico e três vezes prefeito de Perth Amboy, Nova Jersey. Ele serviu como oficial de saúde de Perth Amboy, Nova Jersey e supervisionou a construção do primeiro sistema de esgoto da cidade. Ele serviu como Coletor do Porto de Nova Jersey em Perth Amboy de 1844 a 1845.

## Dirigíveis
Seu primeiro "Aereon" sobrevoou Perth Amboy em 1º de junho de 1863. Este tinha três balões em forma de charuto de 80 pés, com leme e gôndola. A flutuabilidade foi controlada por alijamento de lastro de areia ou liberação de gás de elevação de hidrogênio. Dr. Andrews escreveu a Abraham Lincoln mais tarde naquele verão oferecendo o Aereon para uso na Guerra Civil Americana, durante a qual ele serviu por um tempo como cirurgião voluntário no Exército da União. Depois de muita discussão, ele organizou uma demonstração no início de 1864 perante a Smithsonian Institution. Ele foi informado, quase um ano depois, que o governo tinha pouco interesse em sua invenção, e naquela época a guerra estava quase no fim.

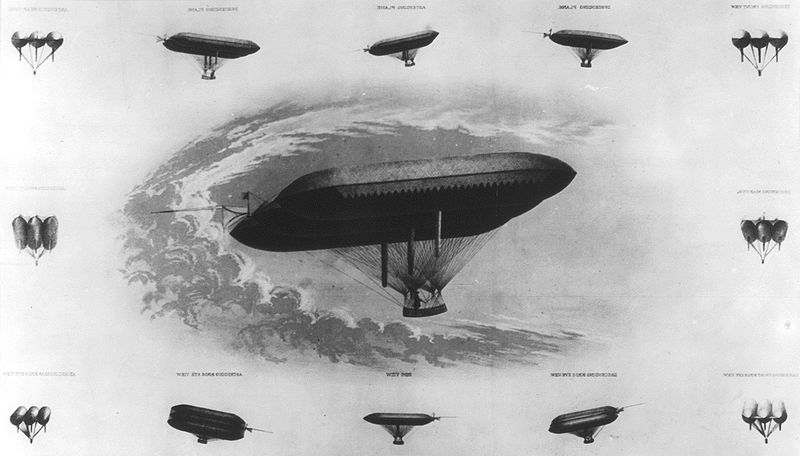
Litografia do primeiro dirigível de Solomon Andrews "Aereon"

ndrews então organizou a Aerial Navigation Company para construir dirigíveis comerciais e estabelecer uma linha regular entre Nova York e Filadélfia..
O "Aereon #2" tinha um balão "em forma de limão", pontiagudo nas extremidades. Controlava a flutuabilidade com um sistema de linhas e polias que comprimiam o gás ou permitiam que ele se expandisse.:20 Este sobrevoou a cidade de Nova York em 25 de maio de 1866 e 5 de junho de 1866. A segunda viagem, transportando um passageiro-assistente (um repórter teve que ser deixado de fora no último minuto por causa de problemas de peso) terminou em Oyster Bay, Long Island. Nesse ponto, o colapso econômico do pós-guerra e suas falências bancárias destruíram a empresa, e ele nunca mais voou.
Ele se referiu à sua propulsão como "gravitação" A embarcação não era normalmente ajustada para flutuar de forma neutra. Em vez disso, seria alternado entre flutuabilidade positiva e negativa. O fluxo de ar resultante através do corpo da nave e os aerofólios anexados a impulsionariam.

## Outras invenções
Andrews também inventou uma máquina de costura, uma máquina de fazer barris, fumigadores, prensas de forjamento, um fogão de cozinha, uma lâmpada a gás, um tubo de filtragem de nicotina, rechaveamento e um cadeado que tem sido usado pelos Correios dos EUA desde 1842.